# Luc Anselin
Pour les articles homonymes, voir Anselin.
Luc Anselin, né le 1er décembre 1953 en Belgique est un économiste, statisticien et géographe américain ayant largement contribué au développement de l'économétrie spatiale, en faisant actuellement une des composantes reconnue de l'économétrie.

## Biographie
Originaire de Belgique, Luc Anselin est diplômé de l'université libre de Bruxelles en 1975 en économie et en 1976 en économétrie et statistiques. 
L'économétrie spatiale est à ce moment en plein développement dans les départements d'économie aux Pays-Bas et en géographie et science régionale aux États-Unis. En 1977, il quitte alors la Belgique pour suivre une maîtrise puis un programme doctoral interdisciplinaire en science régionale à l'université Cornell où il rencontre William Greene (qui publiera plus tard un des manuels classiques de l'économétrie) venant d'être nommé professeur assistant et Walter Isard, qui y arrive en 1979. Il obtient son doctorat en 1980 ayant pour objet : Estimation Methods for Spatial Autoregressive Structures: A Study in Spatial Econometrics.
Il est nommé professeur assistant à l'université d'État de l'Ohio, puis professeur dans les universités de Californie à Santa Barbara, de Virginie-Occidentale, du Texas à Dallas, de l'Illinois à Urbana-Champaign et enfin à l'université d'État de l'Arizona où il occupe la chaire Walter Isard et dirige la School of Geographical Sciences and Urban Planning et où il a attiré de nombreux spécialistes de l'économétrie spatiale. 
Il a également fondé et dirige le GeoDa Center for Geospatial Analysis and Computation qui développe, applique et diffuse des méthodes pour l'analyse spatiale. Il a ainsi participé à la création du logiciel GeoDa (analyse de données spatiales, notamment autocorrélation spatiale), du package R R-Geo et de la bibliothèque python PySAL,. 

## Distinctions
- Prix Walter Isard de la Regional Science Association International, 2005.
- Prix William Alonso de la Regional Science Association International, 2006
- Membre de l'Académie nationale des sciences des États-Unis, 2008.
- Fellow de Académie américaine des arts et des sciences, 2011.

## Publications choisies

### Livres
- L. Anselin, R. Florax and S. Rey (eds.), Advances in Spatial Econometrics. Methodology, Tools and Applications. Berlin: Springer-Verlag, 2004.
- L. Anselin and S. Rey (eds.), New Tools for Spatial Data Analysis: Proceedings of a Workshop. Center for Spatially Integrated Social Science, University of California, Santa Barbara, 2002 (CDROM).
- S. Messner, L. Anselin, D. Hawkins, G. Deane, S. Tolnay, R. Baller, An Atlas of the Spatial Patterning of County-Level Homicide, 1960-1990. Pittsburgh: NCOVR, 2000.
- L. Anselin and R. Florax (eds.), New Directions in Spatial Econometrics. Berlin: Springer-Verlag, 1995.
- L. Anselin and M. Madden (eds.), New Directions in Regional Analysis: Integrated and Multiregional Approaches. London: Belhaven Press, 1990 (paperback edition, 1993).
- L. Anselin, Spatial Econometrics: Methods and Models. Dordrecht: Kluwer Academic Publishers, 1988.

### Articles et chapitres de livres
- L. Anselin, J. Le Gallo and H. Jayet. “Spatial Panel Econometrics,” In L. Matyas and P. Sevestre (Eds.), The Econometrics of Panel Data, Fundamentals and Recent Developments in Theory and Practice (3rd Edition). Dordrecht, Kluwer (2008).
- L. Anselin, S. Sridharan and S. Gholston. “Using Exploratory Spatial Data Analysis to Leverage Social Indicator Databases: The Discovery of Interesting Patterns,” Social Indicators Research (2007).
- L. Anselin and J. Le Gallo. “Interpolation of Air Quality Measures in Hedonic House Price Models: Spatial Aspects,” Spatial Economic Analysis 1(1), 2006: 31-52.
- L. Anselin. “Spatial Econometrics,” In T.C. Mills and K. Patterson (Eds.), Palgrave Handbook of Econometrics: Volume 1, Econometric Theory. Basingstoke, Palgrave Macmillan, 2006: 901-969.
- L Anselin, I. Syabri and Y. Kho. “GeoDa: An Introduction to Spatial Data Analysis,” Geographical Analysis 38 (1), 2006: 5-22.
- S. Rey and L. Anselin. “Recent Advances in Software for Spatial Analysis in the Social Sciences,” Geographical Analysis 38 (1), 2006: 1-4.
- L. Anselin. “How (not) to Lie with Spatial Statistics,” American Journal of Preventive Medicine 30 (2), 2006: S3-S6.
- L. Mobley, E. Root, L. Anselin, N. Lozano, J. Koschinsky. “Spatial Analysis of Elderly Access to Primary Care Services,” International Journal of Health Geographics 5 (19), 2006.
- L. Anselin. “Spatial Dependence,” In B. Warff (Ed.), Encyclopedia of Human Geography. Thousand Oaks, CA, Sage Publications, 2006: 451-452.
- L. Anselin. “Spatial Heterogeneity,” In B. Warff (Ed.), Encyclopedia of Human Geography. Thousand Oaks, CA, Sage Publications, 2006: 452-453.
- S. Messner, G. Deane, L. Anselin and B. Pearson-Nelson. “Locating the Vanguard in Rising and Falling Homicide Rates among U.S. Cities,” Criminology 43 (3), 2005: 661-696.
- L. Anselin. “Spatial Statistical Modeling in a GIS Environment,” In D. Maguire, M. Goodchild and M. Batty (Eds.), GIS, Spatial Analysis and Modeling. Redlands, CA, ESRI Press, 2005: 93-111.
- A. Varga, L. Anselin and Z. Acs. “Regional Innovation in the U.S. over Space and Time,” In G. Maier and S. Sedlacek (Eds.), Spillovers and Innovation: Space, Environment and the Economy. Vienna, Springer-Verlag, 2005: 93-104.